# Sphaceloma hederae
Sphaceloma hederae är en svampart som beskrevs av Bitanc. & Jenkins 1946. Sphaceloma hederae ingår i släktet Sphaceloma och familjen Elsinoaceae.   Inga underarter finns listade i Catalogue of Life.